# Reg Noble
Edward Reginald „Reg“ Noble (* 23. Juni 1895 in Collingwood, Ontario; † 29. Januar 1962) war ein kanadischer Eishockeyspieler, der von 1917 bis 1933 für die Toronto Arenas bzw. Toronto St. Patricks, Montréal Canadiens, Montreal Maroons und Detroit Cougars, Detroit Falcons bzw. Detroit Red Wings in der National Hockey League spielte.

## Karriere
Noble begann seine professionelle Karriere 1916 in der National Hockey Association bei den Toronto Blueshirts. Nach Streitigkeiten zwischen dem Teambesitzer und den Ligaoffiziellen, die zum Ausschluss der Blueshirts führten, wechselte er zu den Montréal Canadiens. Vier Tore erzielte er in seinen sechs Einsätzen für die Canadiens, doch sein Wechsel kam zu spät, um mit dem Team zu den Stanley-Cup-Finals reisen zu dürfen. So verpasste er die Reise nach Seattle, bei der die Seattle Metropolitans gegen Montréal als erstes US-amerikanisches Team den Stanley Cup gewinnen konnten.
Nach Ende der Saison wurde die NHA aufgelöst und die verbleibenden Teams gründeten die National Hockey League. Auch in Toronto wurde mit den Toronto Arenas ein neues Team gegründet, dem er sich anschloss. Mit 30 Toren in 20 Spielen wurde er Dritter in der NHL-Scorerliste der Saison 1917/18. Mit seinen beiden Toren in den Playoffs half der den Arenas, als erstes NHL-Team den Stanley Cup zu gewinnen. Zur Saison 1919/20 wurde das Team in Toronto St. Patricks umbenannt. Noble war mit 24 Toren in 24 Spielen wieder sehr erfolgreich. Zusammen mit Babe Dye und Corb Denneny bildete er eine der besten Sturmreihen seiner Zeit. Noble war ein Publikumsliebling in der Mutual Street Arena. Eine seiner Spezialitäten war es, seinen Gegenspielern den Puck abzunehmen. Einer seiner Fans hatte eine Sirene mit im Stadion, die jedes Mal aufheulte, wenn ihm dies gelang. Die Fans feierten diese Szenen beinahe so euphorisch wie Tore. In der Saison 1921/22 konnten sich die St. Pats gegen die Ottawa Senators durchsetzen und die NHL in den Stanley-Cup-Finals vertreten. In der Serie gegen Ottawa fand das letzte NHL-Spiel auf Natureis statt. In den Stanley-Cup-Finals gewannen die St. Pats gegen die Vancouver Maroons. Vorübergehend war er in Toronto auch als Spielertrainer tätig.
Für 8.000 Dollar wechselte er kurz nach Beginn der Saison 1924/25 zu den Montreal Maroons. Hier übernahm er eine deutlich defensivere Rolle im Team als bisher. Im zweiten Jahr bei der Mannschaft der reicheren englischsprachigen Montrealer konnte er seinen dritten Stanley Cup gewinnen. Noch ein Jahr blieb er dort und wechselte zur Saison 1927/28 für 7.500 Dollar zu den Detroit Cougars. Bis zur Saison 1932/33 verteidigte er für Detroit. Das Team, das vorübergehend Falcons geheißen hatte, spielte nun unter dem neuen Namen Detroit Red Wings. Fünf Spiele bestritt er für die Red Wings, bevor ihn die Montreal Maroons für John Gallagher zurückholten. Dort beendete er seine letzte NHL-Saison, in der er ohne Scorerpunkt blieb. Er war der letzte aktive Spieler, der bereits in der Premierensaison der NHL gespielt hatte.
1933 wechselte er zu den Cleveland Indians in die International-American Hockey League, wo er seine aktive Karriere beendete. Für weitere zwei Jahre kehrte er als Schiedsrichter in die NHL zurück.
1962 wurde er mit der Aufnahme in die Hockey Hall of Fame geehrt.

## Sportliche Erfolge
- Stanley Cup: 1918, 1922 und 1926